# Vəli Qasımov
Vəli Aydın oğlu Qasımov (ur. 4 października 1968 w Kirowabadzie) – azerski piłkarz, grający na pozycji napastnika, reprezentant Azerbejdżanu.

## Kariera piłkarska

### Kariera klubowa
Wychowanek klubów Piszczik Kirowabad i Trudowi Rezerwy Charków (od 1983). W 1985 rozpoczął karierę piłkarską w Majaku Charków, skąd po pół roku przeniesiony do Metalista Charków, występującej w Wyższej Lidze ZSRR. W 1987 powrócił do Azerbejdżanu, gdzie został piłkarzem głównej drużyny republiki Neftçi PFK. Po rozpadzie ZSRR przeszedł na początku 1992 roku do Spartaka Moskwa, a latem 1992 do Dinama Moskwa. Z 16 golami zdobył tytuł króla strzelców (Jurij Matwiejew strzelił więcej od niego – 20 goli, ale on w drugiej części występował w drużynie, walczącej w grupie spadkowej). W końcu 1992 roku wyjechał do Hiszpanii, gdzie występował w klubach Real Betis i Albacete Balompié. Udana kariera w Hiszpanii została przerwana z powodu kontuzji, którą naniósł piłkarz Tenerife Jokanović (złamał mu dwa palce na nodze). Przez pięć miesięcy leczył się, a jego klub spadł do Segundo. Najpierw Qasımov odmówił gry w 2. dywizji, ale po spędzeniu sześciu miesięcy bez występów, zgodził się na opcję z klubem Segundo Écija Balompié. W 1997 przeniósł się do portugalskiej Vitórii Setúbal. Po dwóch sezonach odszedł do drugoligowego Imortalu, gdzie zakończył karierę piłkarską w 2001 roku. Pozostał na stałe mieszkać w Hiszpanii.

### Kariera reprezentacyjna
W składzie juniorskiej reprezentacji ZSRR do lat 16 zdobył tytuł mistrza Europy. W latach 1994–1998 wystąpił w 14 meczach reprezentacji Azerbejdżanu.

## Sukcesy i odznaczenia

### Sukcesy klubowe
- mistrz Rosji: 1992

### Sukcesy reprezentacyjne
- mistrz Europy U-16: 1985

### Sukcesy indywidualne
- król strzelców Mistrzostw Rosji: 1992 (16 goli – bez grupy spadkowej)

### Odznaczenia
- tytuł Mistrza Sportu ZSRR